# Conehatta
Conehatta is een plaats (census-designated place) in de Amerikaanse staat Mississippi, en valt bestuurlijk gezien onder Newton County.

## Demografie
Bij de volkstelling in 2000 werd het aantal inwoners vastgesteld op 997.

## Geografie
Volgens het United States Census Bureau beslaat de plaats een oppervlakte van
41,3 km², waarvan 41,1 km² land en 0,2 km² water. Conehatta ligt op ongeveer 142 m boven zeeniveau.

## Plaatsen in de nabije omgeving
De onderstaande figuur toont nabijgelegen plaatsen in een straal van 20 km rond Conehatta.